# Eleições europeias de 2024 (Roménia)
As eleições europeias de 2024 na Roménia foram realizadas a 9 de junho e serviram para eleger os 33 deputados nacionais para o Parlamento Europeu durante as eleições europeias. 
A Coligação Nacional pela Roménia, composta pelos dois grandes partidos romenos, o Partido Social-Democrata e o Partido Nacional Liberal, venceu de forma clara ao obter 49% dos votos e 19 dos 33 deputados. 
Destaque para os bons resultados obtidos por partidos nacionalistas, com a Aliança para a União dos Romenos a ficar em segundo lugar com 15% e eleger 6 eurodeputados e o S.O.S Roménia a conseguir eleger 2 eurodeputados. 

## Representação parlamentar 2019-2024
A tabela mostra os deputados de acordo com a última informação do Parlamento Europeu:
| Partido Nacional | Partido Nacional                          | Deputados | Grupo parlamentar | Grupo parlamentar                                 |
| ---------------- | ----------------------------------------- | --------- | ----------------- | ------------------------------------------------- |
|                  | Partido Nacional Liberal                  | 10 / 33   |                   | Grupo do Partido Popular Europeu                  |
|                  | Partido Social-Democrata                  | 8 / 33    |                   | Aliança Progressista dos Socialistas e Democratas |
|                  | Renovação do Projeto Europeu na Roménia   | 5 / 33    |                   | Renovar a Europa                                  |
|                  | Partido do Movimento Popular              | 2 / 33    |                   | Grupo do Partido Popular Europeu                  |
|                  | União Democrática dos Húngaros na Roménia | 2 / 33    |                   | Grupo do Partido Popular Europeu                  |
|                  | Aliança para a União dos Romenos          | 1 / 33    |                   | Não inscritos                                     |
|                  | Partido Nacional Conservador Romeno       | 1 / 33    |                   | Reformistas e Conservadores Europeus              |
|                  | PRO Roménia                               | 1 / 33    |                   | Aliança Progressista dos Socialistas e Democratas |
|                  | União Salvar a Roménia                    | 1 / 33    |                   | Renovar a Europa                                  |
|                  | Nicolae Ștefănuță (Independente)          | 1 / 33    |                   | Verdes/Aliança Livre Europeia                     |
|                  | Vlad Gheorghe (Independente)              | 1 / 33    |                   | Renovar a Europa                                  |

| Grupo parlamentar | Grupo parlamentar                                 | Deputados |
| ----------------- | ------------------------------------------------- | --------- |
|                   | Grupo do Partido Popular Europeu                  | 14 / 33   |
|                   | Aliança Progressista dos Socialistas e Democratas | 9 / 33    |
|                   | Renovar a Europa                                  | 7 / 33    |
|                   | Verdes/Aliança Livre Europeia                     | 1 / 33    |
|                   | Reformistas e Conservadores Europeus              | 1 / 33    |
|                   | Não inscritos                                     | 1 / 33    |

## Resultados Oficiais
| Partido                 | Partido                                    | Votos                      | %                          | +/-                        | Deputados                  | +/-                        |
| ----------------------- | ------------------------------------------ | -------------------------- | -------------------------- | -------------------------- | -------------------------- | -------------------------- |
|                         | Coligação Nacional pela Roménia (PSD-PNL)  | 4 341 686                  | 48,55 / 100,00             | 0,95                       | 19 / 33                    | Estável                    |
|                         | Aliança para a União dos Romenos           | 1 334 905                  | 14,93 / 100,00             | Novo                       | 6 / 33                     | Novo                       |
|                         | Aliança Direita Unida (USR-PMP-FD)         | 778 901                    | 8,71 / 100,00              | 19,41                      | 3 / 33                     | 7                          |
|                         | União Democrática dos Húngaros na Roménia  | 579 180                    | 6,48 / 100,00              | 1,22                       | 2 / 33                     | Estável                    |
|                         | S.O.S Roménia                              | 450 040                    | 5,03 / 100,00              | Novo                       | 2 / 33                     | Novo                       |
|                         | Renovação do Projeto Europeu na Roménia    | 334 703                    | 3,74 / 100,00              | Novo                       | 0 / 33                     | Novo                       |
|                         | Nicolae Ștefănuță (Candidato independente) | 275 796                    | 3,08 / 100,00              | Novo                       | 1 / 33                     | Novo                       |
|                         | Vlad Gheorghe (Candidato independente)     | 221 630                    | 2,48 / 100,00              | Novo                       | 0 / 33                     | Novo                       |
|                         | Partido da Diáspora Unida                  | 159 943                    | 1,79 / 100,00              | Novo                       | 0 / 33                     | Novo                       |
|                         | Partido Humanista Social Liberal           | 132 401                    | 1,48 / 100,00              | Novo                       | 0 / 33                     | Novo                       |
|                         | Outros (com menos de 1,00%)                | 333 443                    | 3,73 / 100,00              |                            | 0 / 33                     |                            |
| Votos Inválidos         | Votos Inválidos                            | 488 551                    | 5,17 / 100,00              | 2,23                       |                            |                            |
| Total                   | Total                                      | 9 444 894                  | 100,00 / 100,00            |                            | 33 / 33                    | 1                          |
| Eleitorado/Participação | Eleitorado/Participação                    | 18 025 329                 | 52,42 / 100,00             | 1,27                       |                            |                            |
| Fonte                   | Fonte                                      | Comissão Eleitoral Central | Comissão Eleitoral Central | Comissão Eleitoral Central | Comissão Eleitoral Central | Comissão Eleitoral Central |

## Representação parlamentar (2024-2029)

### Partidos nacionais
| Partido | Partido                                    | Deputados | Grupo parlamentar | Grupo parlamentar                                 |
| ------- | ------------------------------------------ | --------- | ----------------- | ------------------------------------------------- |
|         | Partido Social-Democrata                   | 11 / 33   |                   | Aliança Progressista dos Socialistas e Democratas |
|         | Partido Nacional Liberal                   | 8 / 33    |                   | Grupo do Partido Popular Europeu                  |
|         | Aliança para a União dos Romenos           | 5 / 33    |                   | Reformistas e Conservadores Europeus              |
|         | União Democrática dos Húngaros na Roménia  | 2 / 33    |                   | Grupo do Partido Popular Europeu                  |
|         | União Salvar a Roménia                     | 2 / 33    |                   | Renovar a Europa                                  |
|         | Partido do Movimento Popular               | 1 / 33    |                   | Renovar a Europa                                  |
|         | Partido Nacional Conservador Romeno        | 1 / 33    |                   | Reformistas e Conservadores Europeus              |
|         | Nicolae Ștefănuță (Candidato independente) | 1 / 33    |                   | Verdes/Aliança Livre Europeia                     |
|         | S.O.S Roménia                              | 2 / 33    |                   | Não inscritos                                     |

### Grupos parlamentares europeus
| Grupo parlamentar | Grupo parlamentar                                 | Deputados |
| ----------------- | ------------------------------------------------- | --------- |
|                   | Aliança Progressista dos Socialistas e Democratas | 11 / 33   |
|                   | Grupo do Partido Popular Europeu                  | 10 / 33   |
|                   | Reformistas e Conservadores Europeus              | 6 / 33    |
|                   | Renovar a Europa                                  | 3 / 33    |
|                   | Não inscritos                                     | 2 / 33    |
|                   | Verdes/Aliança Livre Europeia                     | 1 / 33    |